# Amélie Perronnet
Amélie Perronnet (París, 8 d'abril de 1832 - íd. 29 de setembre de 1903) fou una compositora, actriu, cançonetista, llibretista i dona de lletres francesa.

## Biografia
Entre 1855 i 1865, Amélie Perronnet es va guanyar una bona reputació com a autora de romanços i cançons d'èxit, de les quals escrivia la música i les lletres. Mestra durant un temps de l'actriu Anna Judic, va compondre diverses partitures per a ella, però amb la música no semblava tenir-ne prou i començà també a escriure per al teatre.
L'any 1868, la seva comèdia en un acte La Sant-François és representada reeixidament al teatre del Odéon. L'any 1877 és la autora del llibret de Gilles de Bretanya, una òpera en 4 actes i 5 quadres d'Henri Kowalski representat a l'Òpera de París. Sota el pseudònim de Lleó Bernoux escriurà de nou un llibret l'any 1889, per a l'òpera-còmica La cigale madrilène, del seu fill Joanni Perronnet, també compositor.
L'any 1883 publicà un poemari en vers, l'Art d'être grand'mère, versió femenina de l'Art d'être grand-père, de Victor Hugo.
El 1888 va ser condecorada amb les Palmes acadèmiques com a oficial de l'Acadèmia. Morí l'any 1903, deixant una obra proteica, després d'haver barrejat molts gèneres.

## Obres

### Composicions
- Més d'un centenar de chansonnettes, romanços i melodies, entre les quals:[11]
  - Au contraire
  - Ça n'se voit pas
  - Capon
  - C'est étonnant
  - C'est p'têtr'pour ça que j'l'aim tant
  - Dame
  - Des choses qu'on n'oublie pas
  - En pénitence
  - J'ai pleuré
  - L'ange des jeunes filles
  - L'avenir des petites filles
  - La Loi du cœur
  - La Mule
  - Le bien de ceux qui n'ont rien
  - Le péché
  - Les bienheureux
  - Les Ingrats
  - Lire Lan Lère
  - Pour être heureux
  - Si Jeannot m'avait choisie
  - Trop tôt
  - Un gaillard
  - La Reine Mab, gran vals per a piano (1861)
  - Le Voyage de Titine, escena còmica
  - Le songe d'un soir d'été, opereta
  - Le Compère Loriot, opereta en un acte, 1865[12]
  - La Cançó de l'aubépin, òpera-còmica en un acte, 1877[13]
  - Je reviens de Compiègne, opereta en un acte, 1878[14]
  - Cascarette, opereta en un acte, 1898[15]

### Llibrets
- Gilles de Bretagne, òpera en quatre actes i cinc quadres, música d'Henri Kowalski, Òpera de París, 24 de desembre de 1877[16]
- La cigale madrilène, òpera-còmica en dos actes, música de Joanni Perronnet, creada a l'Òpera-Còmica, 15 de febrer de 1889

### Teatre
- Le Ménage de Scapin, peça en un acte, en vers, 1866
- La Saint-François, comèdia en un acte, en prosa, 1868
- Le Petit billet, monòleg en vers
- Un coup de tête, comèdia en un acte, en prosa
- Pauv'zizi, comèdia en un acte
- Monsieur et Madame, monòleg, 1871
- Mozart enfant, comèdia en un acte, en prosa
- Catiche et Gribiche, peça infantil, 1880
- Les Révoltes de Liline, peça infantil en un acte, en prosa
- Malechance, monòleg per a nens
- Entre serin et moineau, diàleg filosòfic i humorístic
- La Part du butin, 1880
- Ce qui brouille les femmes
- Le drame de ma tante
- Les martyrs de l'orgueil
- Le Marchand de sable a passé

### Llibres
- En comptant les étoiles, Paris, E. Dentu, 1862
- L'Art d'être grand'mère, Paris, L. Michaud, 1883, obra coronada per l'Académie française[17]
- Fruguette et Gros-Goulu, J. Lévy, Paris, 1886
- Les premières amitiés, J. Lévy, Paris, 1887[18]
- Pour des prunes, Les 3 cuisiniers d'Isabelle et À chacun sa tâche, Charavay, Mantoux, Martin, Paris (1892)
- Deux copains, Charavay, Mantoux, Martin, Paris (1896)

## Distincions
- Chevalier de l'ordre des Palmes académiques (Officier d'Académie), 1888